# Pierre Lauverjat
Pierre Lauverjat [L’Auvergat, Lauvergat] est un compositeur français né vers 1565-1570 et mort en juillet 1625. Il a passé toute sa carrière à la Sainte-Chapelle de Bourges.

## Biographie
Fils de Sulpice Lauvergat et de Daulphine Arnault, il est reçu comme enfant de chœur le 30 avril 1575 par le chapitre de la Sainte-Chapelle. À cette époque son père était déjà mort. Entre 1584 et 1586, les archives révèlent qu’il était élève au collège des Jésuites de Billom en Auvergne, sa pension étant payée par le chapitre de Bourges.
Le 18 octobre 1586, il est engagé comme chantre par le chapitre de la Sainte-Chapelle aux gages annuels de 100 livres tournois. Parallèlement, il est nommé le 14 mars 1587 maître de grammaire des enfants de chœur, aux gages de 30 lt. Il est autorisé le 7 juillet 1587 de s’en aller à Paris, avec un viatique de 100 sous.
Lauverjat est qualifié de maître de musique des enfants de chœur de 1590-1591 à 1623-1624, une longévité exceptionnelle pour ce type de poste. Durant cette période, il reçoit les sommes nécessaires à la nourriture et la pension des enfants de chœur (360 lt par an pour six enfants, et 6 lt par enfant surnuméraire, en 1602-1603). Vers 1615, cette somme monte jusqu’à 405 lt par an, et vers 1622; le nombre d’enfants sous son autorité monte jusqu’à huit. Il reçoit aussi des sommes pour l’achat de bois ou pour faire chanter les enfants lors de des fêtes solennelles. À l’occasion, il reçoit aussi des subsides pour l’achat de livres de musique (24 lt le 7 janvier 1602, par exemple).
Lauverjat est aussi reçu chapelain en 1595 de la Sainte-Chapelle et figure dans la liste des chapelains jusqu’en 1624. Il teste le 23 juin 1625 et meurt peu avant le 9 juillet 1625, demeurant à cette époque dans la paroisse Saint-Hyppolite. Les principales clauses de son testament prévoient :
- son enterrement en l’église de la Sainte-Chapelle devant le grand crucifix, au lieu où les enfants mettent le pupitre pour chanter le « Virginibus » dans la nef, avec des cierges et des torches, avec l’assistance du chapitre de la Sainte-Chapelle et du curé de sa paroisse, ses chapelains et les mendiants accoutumés ;
- une messe le jour ou le lendemain de son enterrement et trois grandes messes à Saint-Hyppolite, sa paroisse, un salut perpétuel dans la Sainte-Chapelle le jour de la Saint-Pierre et Saint-Paul avec une sonnerie d’une demi-heure...
- il alloue une rente de 18 lt 15 s au capital de 300 lt au salut qui sera dit à son intention le jour de Saint-Pierre-et-Paul. Il lègue 10 lt pour l’embellissement de la cure et la reconstruction de l’église de Montlouis. Il lègue aussi 15 lt à son serviteur outre les gages dus.
- son héritier Jean Lauverjat, marchand libraire demeurant en la paroisse Saint-Ursin, garantira que son fils Denis Lauverjat pourra finir ses études jusqu’à la philosophie ou théologie et qu’il sera entretenu tout ce temps. S’il ne veut pas étudier, il lui fera apprendre l’état de jardinier. Le surplus des biens ira à Jean Lauverjat.

Lauverjat est remplacé le 2 août 1625 à son poste de maître des enfants par François Adam, après un très court intérim de Simon Jausson dès avant juillet 1625. Peu avant sa mort, Lauverjat avait été prié par le chapitre de reprendre le rôle de maître de grammaire pendant un mois environ, probablement pour un remplacement.

## Œuvres

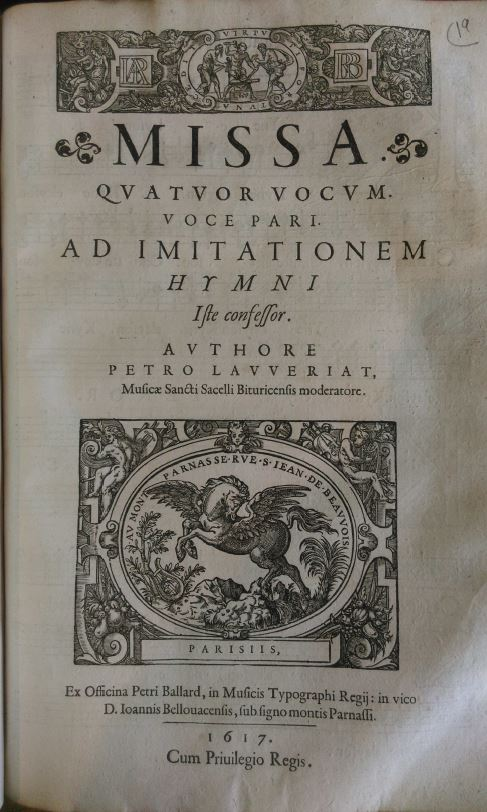
Page de titre de la Missa Iste confessor de Pierre Lauverjat (Paris, 1617).

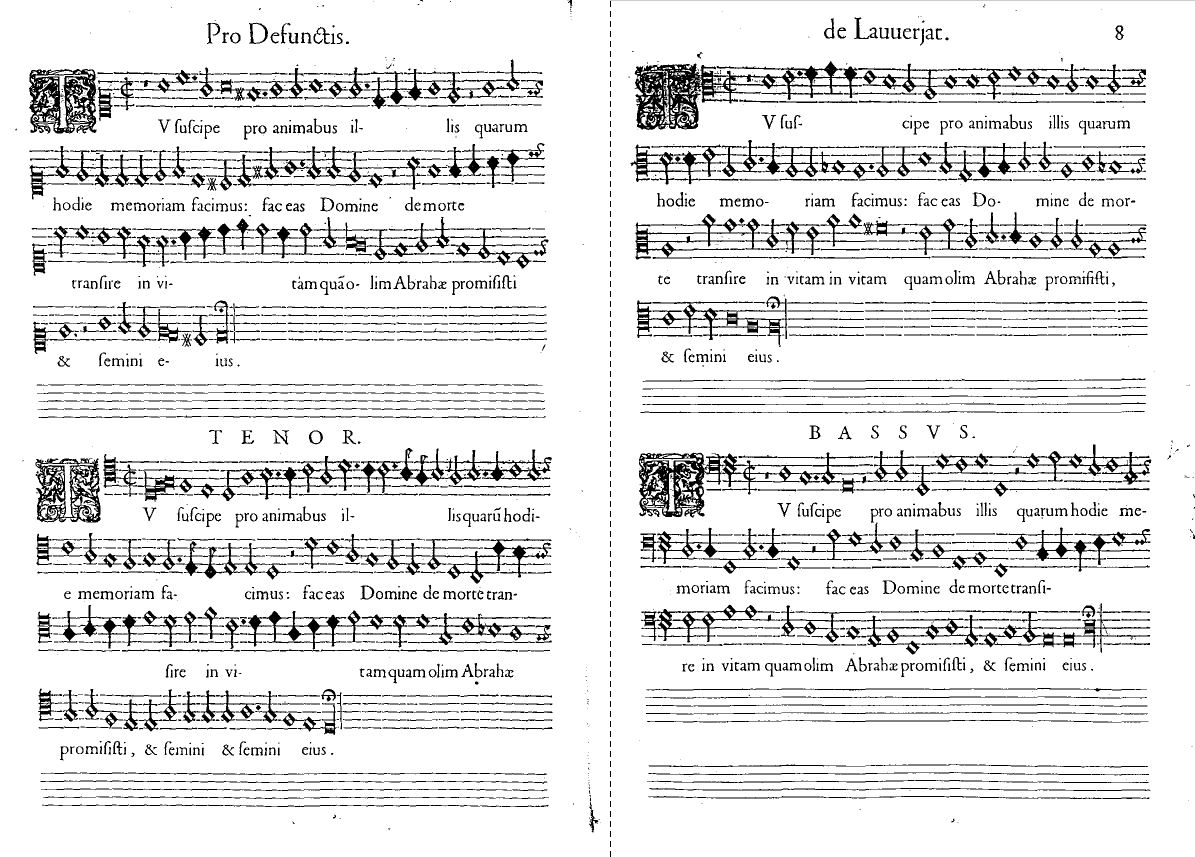
Extrait de la Missa pro defunctis de Pierre Lauverjat (Paris, 1623).

Les seules œuvres connues de Pierre Lauverjat consistent en huit messes à 4 ou 5 voix, parues entre 1613 et 1623 chez Pierre I Ballard.
Le contrepoint de Lauverjat est savant et suit les usages du début du XVIIe siècle en France, avec une alternance de passages en imitation et de passages en homophonie. Son style, assez rigoureux dans ses premières messes, évolue vers une écriture plus libre dans les dernières. Conformément aux préconisations du Concile de Trente, les cantus firmus qu’il utilise proviennent tous de sources sacrées (psaumes, hymnes et antiennes).
- Missa quinque vocum, a imitationem moduli Confitebor tibi Domine. – Paris : Pierre I Ballard, 1613. 2°. RISM L 1121, Guillo 2003 n° 1613-E.
  - Dédiée à l'Abbé de La Vernuce, abbaye augustine située près de Vierzon, diocèse de Bourges. Les trois messes suivantes sont dédicacées au même.
- Missa quinque vocum, ad imitationem moduli Fundamenta eius. – Paris : Pierre I Ballard, 1613. 2°. RISM L 1122, Guillo 2003 n° 1613-F.
- Missa quinque vocum, ad imitationem moduli Ne moreris. – Paris : Pierre I Ballard, 1613. 2°. RISM L 1123, Guillo 2003 n° 1613-G.
- Missa quinque vocum, ad imitationem moduli Tu es Petrus. – Paris : Pierre I Ballard, 1613. 2°. RISM L 1124, Guillo 2003 n° 1613-H.
- Missa quatuor vocum, voce pari, ad imitationem hymni Iste confessor. – Paris : Pierre I Ballard, 1617. 2°. RISM L 1125, Guillo 2003 n° 1617-I.
- Missa quatuor vocum, voce pari, ad imitationem moduli Legem pone. – Paris : Pierre I Ballard, 1617. 2°. RISM L 1126, Guillo 2003 n° 1617-J.
- Missa quatuor vocum, voce pari, ad imitationem hymni O gloriosa domina. – Paris : Pierre I Ballard, 1623. 2°. RISM L 1127, Guillo 2003 n° 1623-E.
- Missa pro defunctis, quatuor vocum. – Paris : Pierre I Ballard, 1623. 2°. RISM L 1128, Guillo 2003 n° 1623-F.
  - Cette messe est accompagnée de deux graduels Requiem æternam (l’un du rite romain et l’autre du rite parisien), du répons de l’office des morts Libera me Domine de morte aeterna et des trois nocturnes Domine quando veneris, Ne recorderis et Libera me Domine de viis infernis.

On trouve des traces de ces messes dans les achats de musique faits par les maîtrises, comme pour celle de la cathédrale de Rouen en 1644 ou en 1658. En 1707, sept des huit messes figuraient encore au catalogue de la maison Ballard.